# Wojna królów
Wojna królów (cz. Jan Žižka) – czeski dramat historyczny z 2022 roku w reżyserii Petra Jákla, opowiadający o życiu bohatera narodowego Czech – Jana Žižki. Fabuła osadzona jest przed wojnami husyckimi (1419–1434), przedstawiając rodzącą się dopiero legendę generała, który nie przegrał żadnej bitwy. Przy budżecie wynoszącym pół miliarda koron czeskich, jest to najdroższy jak dotąd film wyprodukowany w tym kraju. Zrealizowany został w języku angielskim z udziałem głównie zagranicznych aktorów. W krajach anglojęzycznych dystrybuowany pod tytułem Medieval.

## Obsada
- Ben Foster jako Jan Žižka (czeski dubbing: Petr Lněnička[1][2][3])
- Michael Caine jako Boreš z Rýzmburka (Jaromír Meduna)
- Til Schweiger jako Jindřich III z Rožmberka (Jan Šťastný)
- William Moseley jako Jaroslav, brat Žižki (Václav Rašilov)
- Matthew Goode jako Zygmunt Luksemburski (Marek Holý)
- Sophie Lowe jako Kateřina (Nina Horáková)
- Karel Roden jako Wacław IV Luksemburski
- Roland Møller jako Torak (Martin Stránský)
- Werner Daehn jako Ulrich (Vasil Fridrich)
- Vinzenz Kiefer jako Conrad (Michal Dlouhý)
- Alistair Brammer jako Freddy (Petr Neskusil)
- Magnus Samuelsson jako Lars (Jan Filipenský)
- Christopher Rygh jako Mick (Tomáš Juřička)
- Guy Roberts jako Cyril (Ernesto Čekan)
- David Bowles jako Giovanni (David Matásek)
- Jennifer Armour jako Barbara (Jitka Čvančarová)
- Kevin Bernhardt jako kapitan Martin (Ondřej Kavan)
- Jan Budař jako Matthew
- Ondřej Vetchý jako Ondřej
- Romana Jákl Vítová jako Teresa
- Ben Cristovao jako Adjar
- Sean Connor Renwick jako David (Richard Wágner)
- Václav Jiráček jako Zdenĕk
- Marek Vašut jako szambelan Wacława
- Viktor Krištof jako Jan Hus
  - James Beaumont jako głos Jana Husa w wersji angielskiej

## Produkcja
W 2013 roku Petr Jákl zapowiedział, że przygotowuje się do zrealizowania filmu o Janie Žižce, którego budżet wynieść ma około 85 mln koron czeskich. Rok później premierę filmu zapowiedziano na 2016, a prace nad nim rozpoczęły się w 2015, kiedy Jákl zakończył produkcję Ghoula. W celu znalezienia aktorów do filmu, twórcy nawiązali współpracę z amerykańską agencją William Morris Endeavor. Jákl zapowiedział również, że Žižkę prawdopodobnie zagra aktor niebędący Czechem. W sierpniu 2016 rozpoczęto proces rekrutacji statystów do scen batalistycznych, a pierwsza tura zakończyła się znalezieniem tysiąca ochotników.
W lipcu 2017 reżyser ogłosił, że zdjęcia do filmu rozpoczną się wiosną 2018, a kręcone będą w krajach południowoczeskim i środkowoczeskim. Potwierdził również, że w głównego bohatera na pewno nie wcieli się Czech, a w sprawie angażu prowadzone są rozmowy z agentami amerykańskich aktorów. 6 marca 2018 producentem filmu został Cassian Elwes.
24 sierpnia 2018 ogłoszono, że w Jana Žižkę wcieli się Ben Foster, a zdjęcia rozpoczęły się 17 września. Już w trakcie kręcenia zdjęć poinformowano, że w kolejnych rolach pojawią się Michael Caine jako fikcyjny władyka Boreš oraz Matthew Goode jako król Zygmunt Luksemburski. Do października 2018 zdjęcia realizowano w okolicach Pragi, następnie przeniosły się w inne rejony Czech, w tym chociażby do zamku Křivoklát. Zakończyły się w grudniu 2018, a kręcono je głównie w środkowych i południowych rejonach kraju. Ostateczny budżet filmu wyniósł 500 mln Kč, co stanowi równowartość ok. 23 mln USD. 

### Motywy i inspiracje
Film inspirowany jest młodością husyckiego dowódcy, jednego z najpopularniejszych w swoim czasie, znanym z tego, że nie przegrał żadnej bitwy. Petr Jákl – znany wcześniej przede wszystkim z popularnego thrillera Kajínek, opowiadającego o jednej z najgłośniejszych ucieczek z czeskiego więzienia – stwierdził, że chce promować Czechy na świecie, z tego też powodu głównym bohaterem uczynił jednego z największych bohaterów narodowych. W odróżnieniu od innych filmów – np. Jana Žižki Otakara Vávry z 1955, opowiadającego o wojnach husyckich – postanowił zrobić inny, opowiadający o wcześniejszych latach Žižki i formowaniu się jego legendy. Chociaż podczas produkcji reżyser współpracował z historykiem Jaroslavem Čechurą, stwierdził, że wierność faktom historycznym nie jest dla niego kluczowa i nie powinna ograniczać wizji twórczej – tym bardziej, że wiele faktów z wcześniejszego życia Žižki jest albo nieznana, albo kwestionowana przez historyków. Z tego też powodu do filmu wprowadzony został wątek romantyczny.

## Dystrybucja
Uroczysta premiera Wojny królów odbyła się 5 września 2022 w praskim Slovanském domě. Na premierze pojawili się m.in. Til Schweiger, Sophie Lowe i Petr Jákl, z kolei Michael Caine przesłał pozdrowienia w formie wideo Do dystrybucji kinowej film trafił 8 września 2022. 9 listopada udostępniony został w niektórych krajach na Netfliksie.

## Odbiór
W agregatorze Rotten Tomatoes film otrzymał ocenę 39% na podstawie 31 recenzji, ze średnią ważoną 4,9/10; w Metacritic 48/100 na podstawie 12 recenzji, z kolei w czeskim Kinobox.cz 58%, również na podstawie 12 recenzji. Przychylniej Wojnę królów ocenili widzowie, a średnie ocen w wymienionych agregatorach wynoszą – odpowiednio – 72%, 7/10 i 73%.
W Czechach podczas seansów przedpremierowych produkcję obejrzało 114,2 tys. widzów, zaś podczas pierwszego weekendu 104,9 tys., co przełożyło się na zyski w wysokości ponad 18,8 mln Kč. Było to czwarte najlepsze otwarcie filmu w Czechach w 2022 roku, po Vyšehradzie: Fylmie, Doktorze Strange’u w multiwersum obłędu oraz Thorze: Miłości i gromie.
W Stanach Zjednoczonych Jan Žižka wyświetlany był w 1311 kinach, zarabiając 821,9 tys. dolarów, w tygodniu premiery zajmując 14. miejsce na liście najchętniej oglądanych filmów.

## Gra komputerowa
21 kwietnia 2022 Jákl ujawnił, że filmowi towarzyszyć będą dwie gry. Medieval ma być tworzoną przez studio Cypronia przygodową grą akcji na komputery osobiste i konsole, a Medieval AR opracowywane przez More.is.More produkcją na urządzenia mobilne.